# Eilema naneola
Eilema naneola là một loài bướm đêm thuộc phân họ Arctiinae, họ Erebidae.